# Innercity Ensemble
Innercity Ensemble – polski zespół muzyczny grający, według Wojciecha Jachny, muzykę improwizowaną z pogranicza post-rocka, ethno i jazzu (początkowo również z elementami noise).
Zespół tworzą muzycy przede wszystkim z Bydgoszczy i Torunia: Jakub Ziołek, Rafał Iwański, Radosław Dziubek, Wojciech Jachna, Rafał Kołacki, Artur Maćkowiak i Tomasz Popowski. W końcu 2016 wydali płytę „III”, która uplasowała się na trzecim miejscu zestawienia brytyjskiego portalu The Quietus (sto najlepszych płyt 2016 roku).